# Stanley Ratifo
Stanley Ratifo (* 5. Dezember 1994 in Halle (Saale)) ist ein deutsch-mosambikanischer Fußballspieler. Er spielt seit Beginn der Saison 2024/25 für die BSG Chemie Leipzig sowie seit 2017 für die mosambikanische Nationalmannschaft.

## Karriere

### Im Verein
Ratifo wechselte 2011 von 1. FC Lokomotive Leipzig zum BSV Halle-Ammendorf. Ab 2012 wurde er für die Herren in der Verbandsliga Sachsen-Anhalt eingesetzt. 2013 ging er zum Oberligisten FC Pommern Greifswald. Gegen Ende der Saison 2013/14 bat er bei der zweiten Mannschaft des Drittligisten Hallescher FC, der ihn schon früher hatte verpflichten wollen, um eine Verpflichtung. Im Sommer 2015 kehrte er tatsächlich in seine Geburtsstadt zurück. In der Saison 2014/15 wurde er sowohl in der ersten als auch in der zweiten Mannschaft eingesetzt. Zur Saison 2015/16 wechselte Ratifo zum VfB Auerbach in die Regionalliga Nordost, in welcher er in insgesamt 58 Spielen (Regionalliga und Sachsenpokal) auf 12 Tore und 8 Torvorlagen kam. Alleine in der Hinrunde der Spielzeit 2016/17 kam Stanley Ratifo auf 16 Einsätze, 6 Tore und 3 Torvorlagen, was das Interesse des Erstligisten 1. FC Köln weckte. Nach einem Probetraining bei den Kölnern wechselte Ratifo in der Winterpause der Saison 2016/17 in die II. Mannschaft des 1. FC Köln.
Im Sommer 2018 wechselte er zum Oberligisten 1. CfR Pforzheim. Zur Saison 2024/25 wechselt Ratifo zu BSG Chemie Leipzig in die Regionalliga Nordost.

### In der Nationalmannschaft
Ratifo debütierte am 25. März 2017 bei einem 2:0-Testspielsieg gegen Angola in der mosambikanischen Nationalmannschaft. In seinem ersten Pflichtspieleinsatz am 10. Juni 2017 im Rahmen der Qualifikation zur Afrikameisterschaft 2019 erzielte er beim 1:0-Sieg gegen Sambia den Siegtreffer. 2024 nahm er am Afrika-Cup teil und kam in allen drei Vorrundenspielen zum Einsatz. Nach zwei überraschenden Unentschieden gegen Ägypten und Ghana sowie einer klaren Niederlage gegen Kap Verde schied die Nationalmannschaft allerdings als Gruppenletzter aus.

## Weitere Aktivitäten
Neben dem Fußball ist Ratifo als Musiker im Bereich Deutschrap und RnB aktiv. Das Label GoodFellaz Records mit Sitz in Pforzheim nahm ihn 2018 unter Vertrag, was auch der Grund für seinen Vereinswechsel zum CfR war. Ratifo gab selber an, dass zu jenem Zeitpunkt konkrete Angebote von mehreren Drittligisten vorlagen, er sich aber bewusst für die Musikkarriere entschieden und selber beim CfR angeboten habe. Zum Zeitpunkt seines Wechsels nach Leipzig 2024 gab er in einem Interview an, dass er zukünftig weiterhin Musik machen werde, aber der Stellenwert des Fußballs wieder mehr in den Fokus rücken soll.